# Allen Fairhall
Sir Allen Fairhall (24 de Novembro de 1909 – 3 de Novembro de 2006) foi um político australiano do Partido Liberal da Austrália e membro do Parlamento da Austrália entre 1949 e 1969. Durante este período ocupou diversos cargos de estado, dos quais se destacam os cargos de ministro do abastecimento e ministro da Defesa.